# Vuelta a Portugal 2011
La 73º edición de la Vuelta a Portugal tuvo lugar del 4 al 15 de agosto del 2011 con un recorrido de 1.626,4 km dividido en 10 etapas y un prólogo.
La carrera perteneció al UCI Europe Tour 2010-2011, dentro de la categoría 2.1.
El ganador final fue Ricardo Mestre (quien además se hizo con una etapa). Le acompañaron en el podio André Cardoso y Rui Sousa, respectivamente.
El las clasificaciones secundarias se impusieron Sergio Ribeiro (puntos), Fabricio Ferrari (montaña), Garikoitz Bravo (jóvenes) y Tavira-Prio (equipos).

## Equipos participantes
Tomaron parte en la carrera 14 equipos: 1 italiano de categoría UCI ProTour; 3 de categoría Profesional Continental; 7 de categoría Continental; y la Selección de Portugal. Formando así un pelotón de 126 corredores, con 9 ciclistas cada equipo, de los que acabaron 91. Los equipos participantes fueron:
| N.º     | Equipo                        | Cód. UCI | Categoría               |
| ------- | ----------------------------- | -------- | ----------------------- |
| 1-9     | Tavira-Prio                   | PRT      | Continental             |
| 11-19   | Barbot-Efapel                 | BEF      | Continental             |
| 21-29   | LA-Antarte                    | LAR      | Continental             |
| 31-39   | Onda                          | BOA      | Continental             |
| 41-49   | Selección de Portugal         |          | Selección nacional      |
| 51-59   | Lampre-ISD                    | LAM      | UCI ProTeam             |
| 61-69   | Farnese Vini-Neri Sottoli     | FWN      | Profesional Continental |
| 81-89   | Caja Rural                    | CJR      | Profesional Continental |
| 91-99   | Andalucía-Caja Granada        | ACG      | Profesional Continental |
| 101-109 | Vélo Club La Pomme Marseille  | LPM      | Continental             |
| 111-119 | Konya Torku Seker Spor-Vivelo | KTV      | Continental             |
| 121-129 | Itera-Katusha                 | IKA      | Continental             |
| 131-139 | Chipotle Development          | CDT      | Continental             |

El equipo Acqua & Sapone, que en principio iba a participar, a última hora anuló su participación.

## Etapas
| Etapa   | Fecha        | Recorrido                                        | km         | Ganador              | Líder          |
| Prólogo | 4 de agosto  | Fafe-Fafe                                        | 2,2 (CRI)  | Hugo Sabido          | Hugo Sabido    |
| 1ª      | 5 de agosto  | Trofa-Oliveira do Bairro                         | 187,7      | Sérgio Ribeiro       | Sérgio Ribeiro |
| 2ª      | 6 de agosto  | Oliveira de Azeméis-Santo Tirso                  | 184,4      | Sérgio Ribeiro       | Sérgio Ribeiro |
| 3ª      | 7 de agosto  | Viana do Castelo-Mondim de Basto (Sra. de Graça) | 151        | Hernani Broco        | Hernani Broco  |
| 4ª      | 8 de agosto  | Lamego-Gouveia                                   | 182,3      | José Toribio Alcolea | Hernani Broco  |
| 5ª      | 9 de agosto  | Oliveira do Hospital-Viseu                       | 150,3      | Andrea Guardini      | Sérgio Ribeiro |
| 6ª      | 11 de agosto | Aveiro-Castelo Branco                            | 215,9      | Francesco Gavazzi    | Sérgio Ribeiro |
| 7ª      | 12 de agosto | Sabugal-Guarda                                   | 35,3 (CRI) | Ricardo Mestre       | Ricardo Mestre |
| 8ª      | 13 de agosto | Seia-Seia (Torre)                                | 182,8      | André Cardoso        | Ricardo Mestre |
| 9ª      | 14 de agosto | Covilhã-Sertã                                    | 182,3      | Jacob Rathe          | Ricardo Mestre |
| 10.ª    | 15 de agosto | Sintra-Lisboa                                    | 152,2      | Francesco Gavazzi    | Ricardo Mestre |

## Clasificaciones finales

### Clasificación general
| Posición | Ciclista        | Equipo        | Tiempo           |
| -------- | --------------- | ------------- | ---------------- |
|          | Ricardo Mestre  | Tavira-Prio   | 42 h 34 min 44 s |
| 2        | André Cardoso   | Tavira-Prio   | 1 min 31 s       |
| 3        | Rui Sousa       | Barbot-Efapel | 2 min 24 s       |
| 4        | Nelson Vitorino | Tavira-Prio   | 2 min 48 s       |
| 5        | Hernâni Broco   | LA-Antarte    | 2 min 58 s       |
| 6        | Sergio Ribeiro  | Barbot-Efapel | 5 min 12 s       |
| 7        | Vergilio Santos | LA-Antarte    | 6 min 44 s       |
| 8        | Sérgio Sousa    | Barbot-Efapel | 7 min 13 s       |
| 9        | Joao Cabreira   | Onda          | 8 min 15 s       |
| 10       | Daniel Silva    | Onda          | 8 min 16 s       |